# يو إف سي 56
يو إف سي 56: القوة الكاملة (بالإنجليزية: UFC 56: Full Force)‏ هو حدث لفنون القتال المختلطة نظمته يو إف سي، أُقيم في 19 نوفمبر 2005، على إم جي إم جراند جاردن أرينا في لاس فيغاس، نيفادا، الولايات المتحدة.